# Itasha

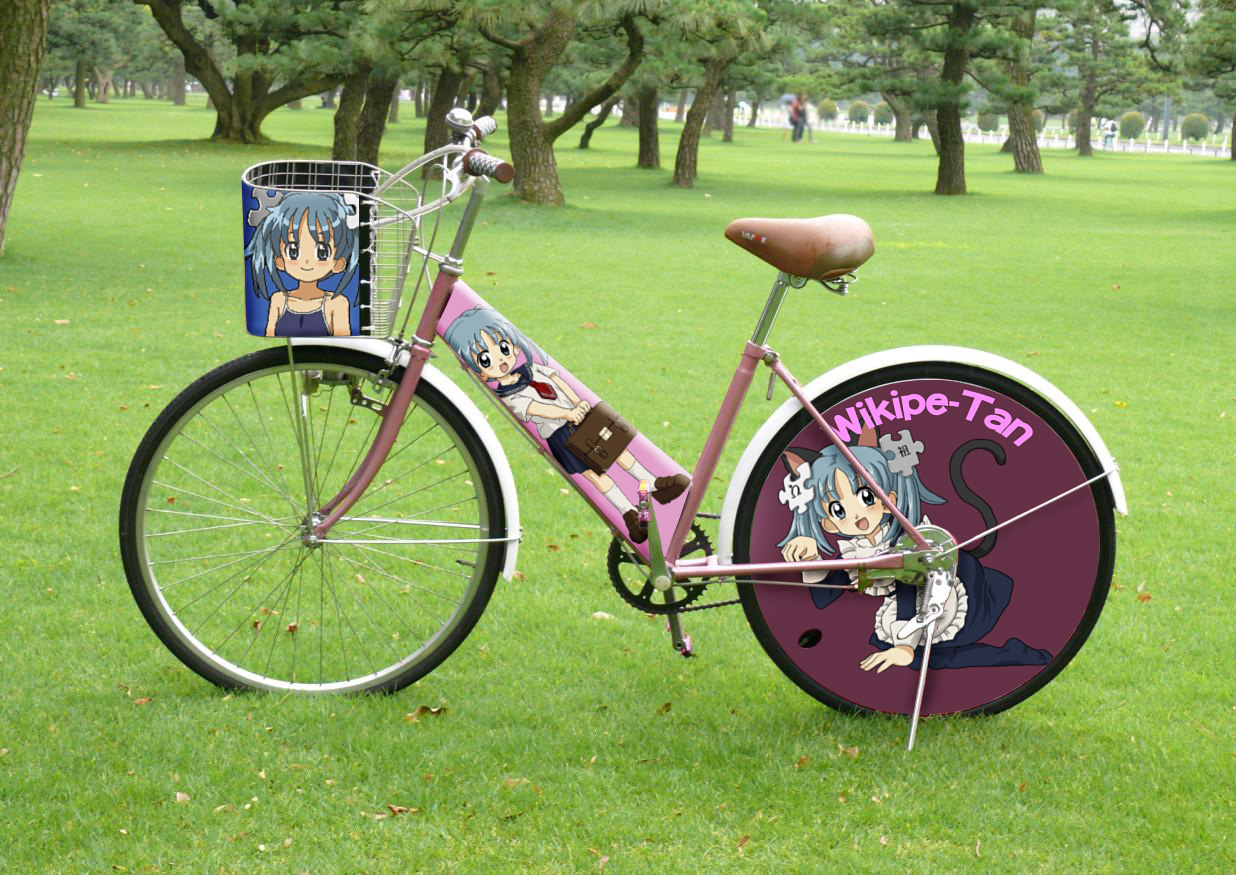
Beispiel eines Itachari mit Wikipe-tan als Motiv

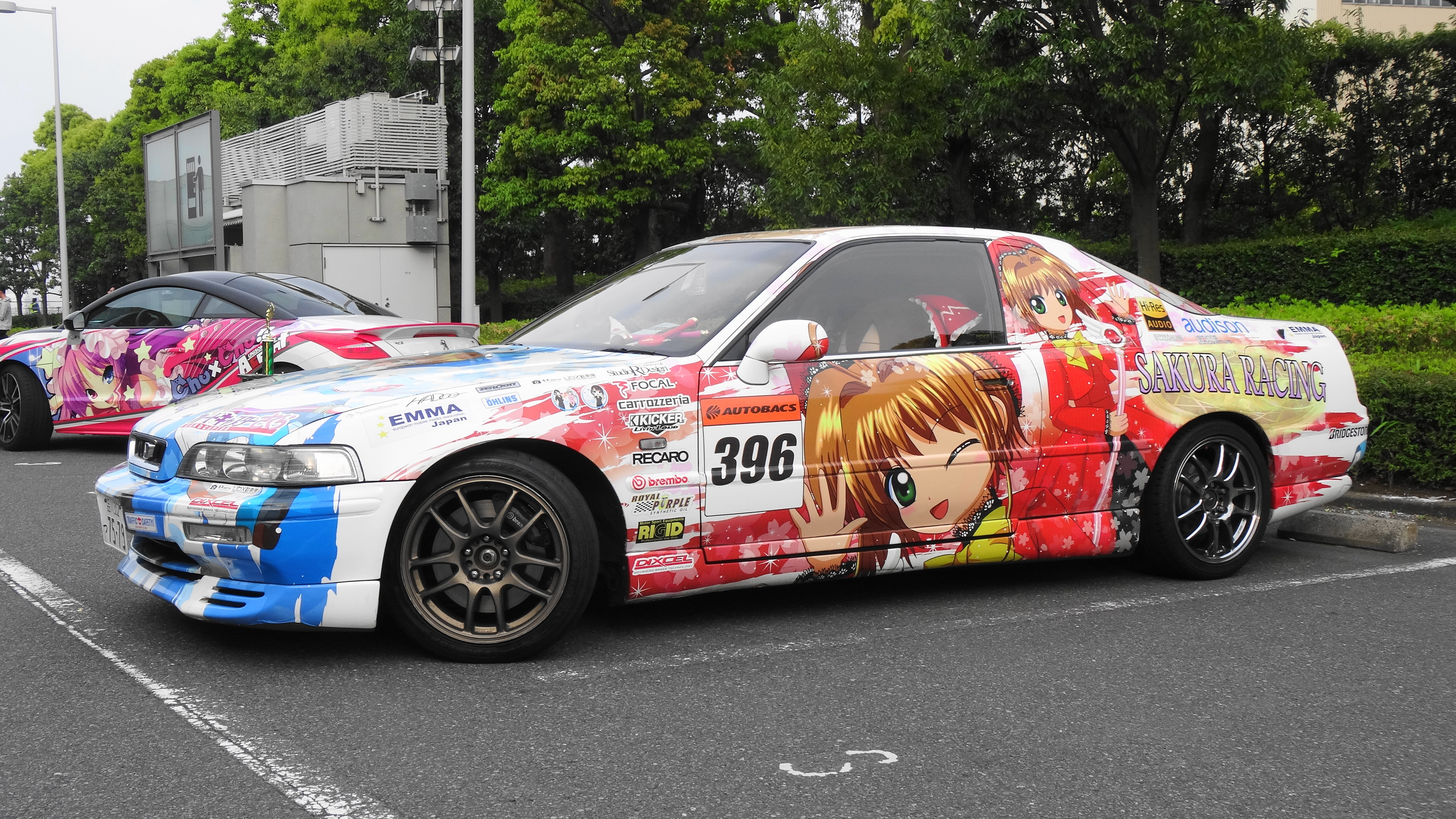
Itasha mit einem Bild von Sakura aus Card Captor Sakura

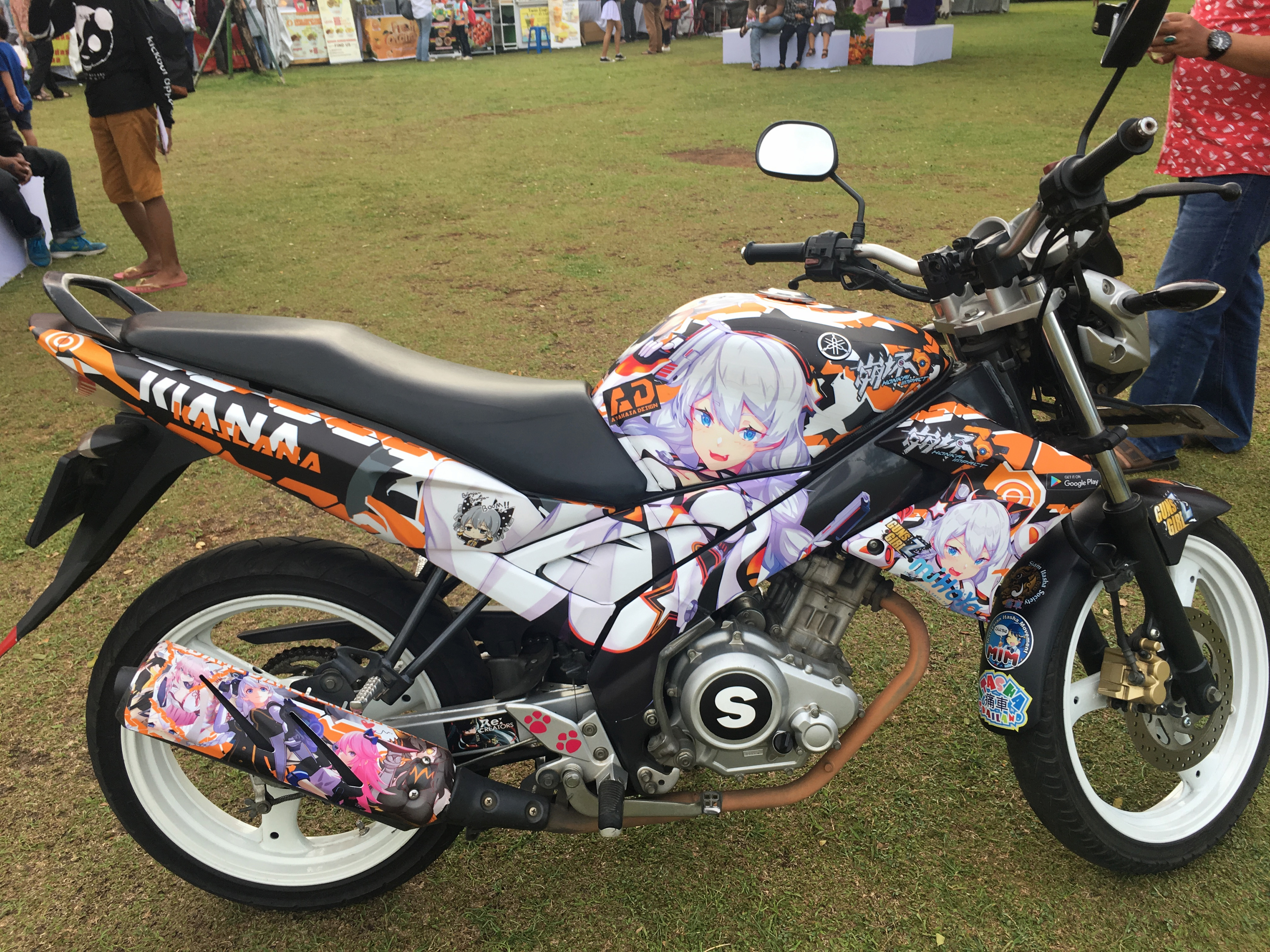
Itansha mit einem Bild von Kiana aus Honkai Impact

Als Itasha (jap. 痛車) werden im japanischen Jargon Automobile bezeichnet, deren Karosserieteile mit Zeichnungen fiktiver Charaktere aus Animes, Mangas oder Computerspielen (insbesondere Bishōjo-Spielen) versehen sind. Üblicherweise werden hierfür niedliche weibliche Charaktere verwendet, die durch eine Mischung von Lackierung und gedruckten Aufklebern aufgebracht werden. Während die Automobile Itasha genannt werden, hat sich für Motorräder der Begriff Itansha (痛単車) und für Fahrräder Itachari (痛チャリ) durchgesetzt.

## Wortabstammung
Das Wort Itasha leitet sich aus der Verbindung der beiden japanischen Worte itai (痛い, dt. „schmerzhaft“) und sha (車, dt. „Fahrzeug“) ab. Die Verbindung beider Worte kann als „schmerzhaft beschämend“ oder „schmerzhaft für das Portemonnaie“ verstanden werden, da die Gestaltung üblicherweise mit hohen Kosten verbunden ist. Gleichzeitig ist Itasha auch ein Wortspiel um italienische Automobile (イタリア車, Itaria-sha) zu bezeichnen, bei denen sich der Ausdruck in der Umgangssprache zu Itasha (イタ車) zusammenzieht.

## Geschichte
Die Anfänge solch einer Gestaltung lassen sich in den 1980er Jahren finden. Populär wurde sie jedoch erst im 21. Jahrhundert, als der Markt für Computerspiele und das Internet stark expandierte. So bildeten sich erst innerhalb der letzten Jahre Veranstaltungen, die sich auf Itasha spezialisiert haben. So eröffnete eine an Itasha gerichtete Veranstaltung, der Autosalone (あうとさろーね, Autosarōne) in Ariake, nahe dem Comiket, erstmals im Sommer 2007 die Pforten. Gleichzeitig fanden die Fahrzeuge, die hauptsächlich an Orten wie Akihabara (Tokio), Nipponbashi (Osaka) oder Ōsu (Nagoya) aufgefunden werden konnten, auch ihren Weg in die Computerspiele, wie etwa Forza Motorsport 2 und wurden so einem größeren Publikum zugänglich.

## Verbreitung im Motorsport

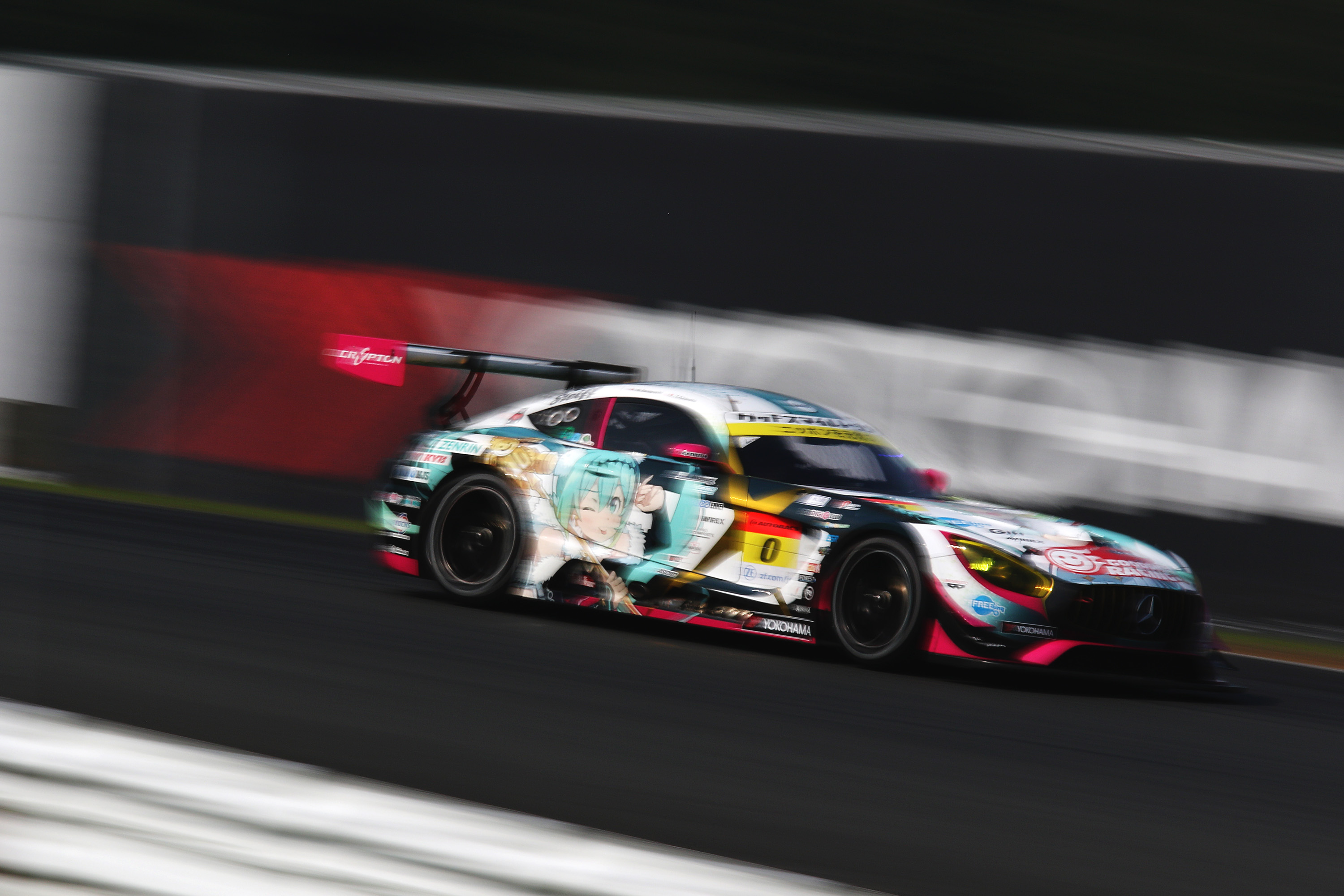
Good Smile Racing Mercedes-AMG GT3 (2018)

Itashas wurden auch durch den Motorsport bekannt. Anfangs hauptsächlich bei Ereignissen in der Amateur-Klasse auftretend, tauchten im Jahr 2008 auch erste Itasha im professionellen und internationalen Rennsport auf und erhielten recht viel Aufmerksam durch die Medien. So sponserte die bekannte Dōjin-Ladenkette Melonbooks einen Honda City in der JN1-Klasse (Fahrzeuge mit weniger als 1400 cm³ Hubraum) beim Japan Rally Championship, der als Itasha dekoriert wurde. Nach einem souveränen Start mit drei Siegen in Folge und weiteren guten Zwischenergebnissen konnte der Wagen die Meisterschaft gewinnen. Er war damit der erste Itasha, der bei einem der großen Wettbewerbe einen Sieg erringen konnte.
Noch im selben Jahr beteiligte sich der Hatsune Miku Studie Glad BMW Z4 getaufte Wagen von Studie (ein Tuningunternehmen von BMW in Japan) in der Super GT. Er war damit wiederum der erste Itasha der an einem internationalen Rennen der Fédération Internationale de l’Automobile (FIA) teilnahm. Gesponsert wurde der Wagen unter anderen von Crypton und trug Werbung für die Vocaloid-Stimme Hatsune Miku. Miku Hatsune, Werbefigur und erste synthetische Pop-Ikone, zierte hierbei alle größeren Flächen der Karosserie. Für die Rennen im Jahr 2009 wurde bekanntgegeben, dass der Wagen in einem neuen Design antreten wird, aber ebenfalls Miku Hatsune als Maskottchen und Werbeträger verwenden wird.
Im letzten Rennen auf dem Fuji International Speedway tauchte mit dem Mola Leopalace Z ein zweiter Itasha in der GT300 auf, sodass die Medien von einem „Itasha-Ansturm innerhalb des Super GT“ sprachen. Zum ersten Mal mit der neuen Gestaltung fahrend, gelang es dem Team Mola, trotz eines sechsten Platzes im letzten Rennen, die Gesamtwertung zu gewinnen. Der Sieg wurde aber erst nachträglich anerkannt. Dies verstärkte die Aufmerksamkeit durch die Medien zusätzlich, die bereits den Auftritt eines zweiten Itashas gefeiert hatten.
Als Tsuyoshi Tezuka darauf angesprochen wurde, dass auch er einen Itasha-Aufkleber – Churuya-san – während der Rennen im D1 Grand Prix auf dem Armaturenbrett seines B324R trug, antwortete er verblüfft, dass er davon nichts gewusst habe und es die Idee des Mannschaftseigners gewesen sein müsse.
Beim Super GT 2011 Round 2 nahmen in der GT300-Klasse gleich mehrere Itasha teil: ein Hatsune Miku Good Smile BMW – wobei Good Smile Company ein Hersteller von Figuren im Manga-/Anime-Stil ist –, ein Haruhi Racing Hankook Porsche, ein Pacific NAC Ikamusume Ferrari und ein Evangelion RT Test Type-01 Apple Shiden, die sich beim zweiten Rennen am 1. Mai 2011 auf den Plätzen 5, 10, 11 landeten, wobei der Evangelion-Wagen nach Runde 8 ausstieg. Beim Training zudem noch ein Evangelion RT Production Model-02 Direction, der dies jedoch nicht beendete.